# Otto Schopf

Otto Schopf

Otto Schopf (* 2. Juli 1870 in Heilbronn; † 25. Januar 1913 in Saint-Louis, Elsass) war ein deutscher Theologe des Bundes Freier evangelischer Gemeinden (BFeG). Er gilt als Gründer der BFeG-Inland-Mission und der Predigerschule Vohwinkel, Keimzelle der Theologischen Hochschule Ewersbach.

## Leben
Otto Schopf fand beim Besuch des englischen YMCA anlässlich eines beruflichen Aufenthaltes als junger Kaufmann in London zum bewussten und entschiedenen Christsein, das sich bei Besuchen der Predigten von Charles Haddon Spurgeon vergewisserte. Von 1891 bis 1896 besuchte er die Evangelische Predigerschule in Basel, wo er durch Gustav Friedrich Nagel die Freien evangelischen Gemeinden kennenlernte und sich mit Konrad Bussemer befreundete, dem späteren bedeutenden Theologen im Bund Freier evangelischer Gemeinden. 1896 wurde Schopf durch die Vermittlung des Wittener Buchhändlers und Schriftleiters Friedrich Fries Prediger der Freien evangelischen Gemeinden Wattenscheid und Witten.

## Theologie
Schopf vertrat, wie Fries, ein betont kongregationales-independentes Gemeindeverständnis, das aber gleichzeitig auf eine wirksame Profilierung des Bundes FeG als Zweck- und Arbeitsgemeinschaft ausgerichtet war und damit auf eine stärkere Identität des Bundes als eigene freikirchliche Denomination hinauslief.
Durch die Begegnung mit Spurgeon war Schopf von der Notwendigkeit evangelistischer Verkündigung überzeugt worden. 1904 gründete er das Evangelisationswerk der Freien evangelischen Gemeinden, die heutige Inland-Mission, dessen Leitung seine Lebensaufgabe wurde. Schopf reagierte sensibel und sehr kritisch auf menschliche Methoden und Drängeleien, um Leute zur Bekehrung zu veranlassen. Die Bekehrung von Menschen sei kein Rechenexempel, sondern ein Werk der souveränen und unergründlichen Gnade Gottes. Bei seiner Arbeit im Evangelisationswerk erlebte Schopf immer wieder, dass sowohl menschlich geeignete wie auch theologisch gut ausgebildete Evangelisten und Prediger fehlten. Entgegen manchen internen Widerständen gelang durch seine Initiative 1912 die Eröffnung einer bundeseigenen Predigerschule, die sich zur heutigen staatlich anerkannten Theologischen Hochschule Ewersbach (THE) entwickelte, in der die Pastoren des Bundes FeG sowie die Missionare der Allianz-Mission ausgebildet werden. Ab 1900 war Schopf Mitglied der FeG-Bundesleitung, Vorstandsmitglied des Bundes-Verlags und des Diakonischen Werkes Bethanien in Solingen-Aufderhöhe.
Schopf war der Erste in der Reihe der Freikirchen und kirchlichen Gemeinschaften, der gegen die „Kasseler Bewegung“ kritisch Stellung bezog und zu einer begründeten Distanzierung verhalf. Theologisch bekannte er sich zur Mitte des Evangeliums. Aus seiner Sicht erstreben die FeG „in Lehre und Erkenntnis eine starke Betonung dessen, was Gott geplant zum Heile seiner Gemeinde, also einen milden Calvinismus und Antinomismus. In der Darbietung des Evangeliums sollen in den Vordergrund treten die Darlegung des Heilsplanes, die Lehre von der Sünde und der allgemeinen Verderbtheit der Menschen, die Verkündigung der Rechtfertigung auf Grund einer auf Sühne ruhenden Versöhnung; kurz, dessen, was Gott getan hat zur Wiedergeburt des Sünders, was er tut zu unserer Heiligung und tun wird zu unserer Vollendung.“
In einer Phase der äußeren und inneren Verunsicherung im Bund FeG stellte sein Vortrag Was ist das Entscheidende in unserer Stellung zu den biblischen Gemeindeordnungen?, der veröffentlicht wurde, so etwas wie eine evangelische Positionsbeschreibung zur ekklesiologischen Begründung und zum Weg der Freien evangelischen Gemeinden dar. Schopf lehnte einen blinden „Schriftgehorsam“ ab und setzte dagegen den personalen „kindlichen Liebesgehorsam gegen den Vater“. Unter Schriftgehorsam dürfe man nicht die Verfolgung des Schriftbuchstabens verstehen, sondern das Eindringen „in den Geist der Schrift“ und dazu „auch Schrift mit Schrift vergleichen“. Schopf ging hart mit Christen ins Gericht, die sich „gegen die wissenschaftliche Bibelkritik mit allem Eifer und oft mit Übereifer und mangelndem Verständnis“ wendeten, aber „praktische, zerstörende Bibelkritik“ treiben. Er fragte: „Was ist schlimmer, wenn ein liberaler Theologe, dem die Bibel nur eine Sammlung menschlicher Urkunden ist, gewisse Bibelteile für unecht oder unverbindlich hält, oder wenn solche, die die Bibel feierlich für Gottes Wort erklären, Gesetze und Methoden aufstellen, die in der Bibel keinen Grund haben, und dafür deutlich gelehrte biblische Wahrheiten, weil sie unbequem zu werden drohen, oder langsamer zum Ziele führen, bei Seite schieben, oder lieber nicht genauer darüber forschen und nachdenken wollen?“
Die Freiheit jeder Gemeinde, ihre Eigenart zu pflegen, die Achtung vor dem Gewissen des Einzelnen, die es erlaubt, eine gewisse Toleranz und Vielfalt in nicht heilswichtigen Formen zu erlauben, bedeutete für Schopf die optimale Voraussetzung für die gemeindliche Entfaltung des Evangeliums. Für ihn gehörte zur Erkenntnis der Gemeindewahrheit nicht nur die konsequente und geistvolle Umsetzung des Bauplans Gottes für seine Gemeinde, wie er sich in der Bibel erkennen lässt, sondern auch die „herrliche Freiheit der Kinder Gottes“, die er geradezu als die Grundbedingung für die Existenz und Lebensart Freier evangelischer Gemeinden ansah. Das FeG-Gemeindeprinzip sei dann praktikabel und erfolgreich, wenn der einzelne Christ zu einer geistlichen und eigenständigen Persönlichkeit heranreife, die selbstständig zu prüfen, zu urteilen und zu entscheiden in der Lage sei. Die Einheit der Gemeinde und Gemeinden werde nicht durch den Machtspruch eines oder mehrerer Leiter oder Lehrer geschaffen, sondern durch gemeinsames Forschen aller in der Bibel und Achten auf Gottes Führung unter der Leitung des Heiligen Geistes gefunden.
Schopf suchte bis zu seinem frühen Tod die Einheit und Verbundenheit aller „Kinder Gottes“, vorrangig in der Evangelischen Allianz. Sein Motto lautete: „Wir flehen den Segen Gottes herab auf alle Bestrebungen, die darauf gerichtet sind, die zerstreuten Kinder Gottes zusammenzubringen. Aber der Herr wolle auch alle Hunde segnen, die die Herde Christi zusammenhetzen.“

## Werke
- Unsre freien Gemeinden, in: Der Gärtner 10 (1902), S. 236–381.
- Zur Casseler Bewegung, 3. Auflage, Bonn, o. J. [1907].
- Was ist eine »Freie evangelische Gemeinde«?, in: Der Gärtner 19 (1911), S. 308–332.
- Johannes Markus, ein Triumph der Gnade (Kelle und Schwert 46). Bonn 1912, Witten 1930.
- Schenk uns, Herr, allzeit heilge Gründlichkeit (Lied), in: Gemeindepsalter, Nr. 517. Bundes-Verlag, Witten 1930.